# Orca Airways
Orca Airways war eine kanadische Regionalfluggesellschaft mit Sitz in Vancouver.

## Geschichte
Das Familienunternehmen wurde im Januar 2005 gegründet und nahm im Juli desselben Jahres den Flugbetrieb auf. Zu diesem Zeitpunkt gab es als einzige Route Vancouver-Tofino, die mit einer Piper PA-31 durchgeführt wurde. Der Betrieb wurde schnell erweitert, um ebenfalls möglichst viele Charter- und Frachtflüge operieren zu können.
Am 30. April 2018 stellte das Unternehmen die Tätigkeiten ein.

## Flugziele
Orca Airways führte Linien-, Charter- und Frachtflüge durch. Folgende Destinationen wurden zuletzt von der Orca Airways angeflogen: Abbotsford, Tofino, Vancouver und Victoria.

## Flotte
Laut kanadischem Luftfahrtregister betrieb die Gesellschaft (Stand: Februar 2016) 22 Luftfahrzeuge: